# Luis Díaz (Costa Rica-i labdarúgó)
Luis Díaz (Nicoya, 1998. december 6. –) Costa Rica-i válogatott labdarúgó, az amerikai New England Revolution csatára.

## Pályafutása

### Klubcsapatokban
Díaz a Costa Rica-i Nicoya városában született. Az ifjúsági pályafutását a Guanacasteca csapatában kezdte, majd a Grecia akadémiájánál folytatta.
2017-ben mutatkozott be a Grecia első osztályban szereplő felnőtt csapatában. 2018-ban a Heredianohoz igazolt, majd kölcsönben visszatért a nevelőklubjához a naptári év végéig. 2019. július 1-jén 3½ éves szerződést kötött az észak-amerikai első osztályban érdekelt Columbus Crew együttesével. Először a 2019. július 18-ai, Chicago Fire ellen 2–2-es döntetlennel zárult mérkőzés 65. percében, Eduardo Sosa cseréjeként lépett pályára. Első gólját 2019. augusztus 26-án, a Cincinnati ellen idegenben 3–1-re megnyert találkozón szerezte meg. 2023 szeptemberében a Colorado Rapidshoz, majd 2024. január 1-jén a Deportivo Saprissához igazolt. 2025 januárjában visszatért Amerikába és a New England Revolution-nél folytatta pályafutását.

### A válogatottban
Díaz az U23-as korosztályú válogatottban is képviselte Costa Ricát.
2019-ben debütált a felnőtt válogatottban. Először a 2019. szeptember 7-ei, Uruguay ellen 2–1-re elvesztett mérkőzés 68. percében, Joel Campbellt váltva lépett pályára.

## Statisztikák
2024. augusztus 12. szerint
| Klub                | Szezon   | Osztály          | Bajnokság | Bajnokság | Kupa  | Kupa | Nemzetközi | Nemzetközi | Összesen | Összesen |
| Klub                | Szezon   | Osztály          | Meccs     | Gól       | Meccs | Gól  | Meccs      | Gól        | Meccs    | Gól      |
| ------------------- | -------- | ---------------- | --------- | --------- | ----- | ---- | ---------- | ---------- | -------- | -------- |
| Grecia              | 2017–18  | Primera División | 27        | 2         | 0     | 0    | —          | —          | 27       | 2        |
| Grecia (kölcsönben) | 2018–19  | Primera División | 18        | 0         | 0     | 0    | —          | —          | 18       | 0        |
| Herediano           | 2018–19  | Primera División | 21        | 1         | 0     | 0    | 2          | 0          | 23       | 1        |
| Columbus Crew       | 2019     | MLS              | 13        | 2         | 0     | 0    | —          | —          | 13       | 2        |
| Columbus Crew       | 2020     | MLS              | 26        | 0         | 0     | 0    | —          | —          | 26       | 0        |
| Columbus Crew       | 2021     | MLS              | 19        | 1         | 0     | 0    | 5          | 0          | 24       | 1        |
| Columbus Crew       | 2022     | MLS              | 26        | 3         | 0     | 0    | —          | —          | 26       | 3        |
| Columbus Crew       | 2023     | MLS              | 4         | 0         | 0     | 0    | —          | —          | 4        | 0        |
| Colorado Rapids     | 2023     | MLS              | 3         | 0         | 0     | 0    | —          | —          | 3        | 0        |
| Deportivo Saprissa  | 2023–24  | Primera División | 19        | 0         | 0     | 0    | —          | —          | 19       | 0        |
| Deportivo Saprissa  | 2024–25  | Primera División | 4         | 1         | 2     | 1    | 3          | 1          | 9        | 3        |
| Összesen            | Összesen | Összesen         | 180       | 10        | 2     | 1    | 10         | 1          | 192      | 12       |

### A válogatottban
| Válogatott | Év       | Pályára lépés | Gól |
| ---------- | -------- | ------------- | --- |
| Costa Rica | 2019     | 2             | 0   |
| Costa Rica | 2020     | 2             | 0   |
| Costa Rica | 2021     | 4             | 0   |
| Összesen   | Összesen | 8             | 0   |

## Sikerei, díjai
Columbus Crew
- MLS
  - Bajnok (1): 2020

- Campeones Cup
  - Győztes (1): 2021